# Traité sino-américain d'abandon des droits extraterritoriaux en Chine
Le traité sino-américain d'abandon des droits extraterritoriaux en Chine (中美平等新约, Sino-American Treaty for the Relinquishment of Extraterritorial Rights in China), aussi appelé nouveau traité égal sino-américain, est un accord bilatéral conclu entre les gouvernements américain et chinois le 11 janvier 1943. Le nom officiel du traité est Traité entre les États-Unis d'Amérique et la République de Chine relatif à la renonciation aux droits extraterritoriaux en Chine et à la réglementation des questions connexes.
Après que les États-Unis aient déclaré la guerre au Japon (en) le 8 décembre 1941, les gouvernements américain et britannique décident mutuellement qu'il serait avantageux de mettre fin à l'extraterritorialité et aux privilèges unilatéraux en Chine qui avaient été accordés par les « traités inégaux ». L'extraterritorialité prend ainsi fin, soumettant les citoyens des États-Unis et du Royaume-Uni en Chine à la loi chinoise, ainsi que l'existence des ports de traité et les établissements étrangers autonomes, leurs quartiers de légation, et le droit de stationner des navires de guerre étrangers dans les eaux chinoises et des troupes étrangères sur le territoire chinois.
En étroite coordination avec les États-Unis, le Royaume-Uni et la Chine signent également un traité similaire le même jour.

## Contexte
Après la déclaration de guerre entre les États-Unis et le Japon en décembre 1941, les États-Unis s'allient à la Chine mais ne peuvent envoyer d'aide militaire à grande échelle. Les responsables japonais justifient leurs conquêtes en affirmant que le Japon libère l'Asie de l'impérialisme occidental et que les Occidentaux sont racistes et exploiteurs. Un haut responsable du département d'État américain avertit du fait que « les Chinois sont de plus en plus déçus et pleins de ressentiment » et que certains Chinois « commencent à parler de la possibilité que la Chine cesse d'être un belligérant actif ». L'ancien secrétaire d'État américain Cordell Hull, bien qu'il ne fasse pas partie du cercle restreint de la politique envers la Chine, se concentre sur la négociation d'un traité visant à mettre fin aux privilèges accordés au cours du siècle précédent. Le traité est ratifié par le Sénat des États-Unis à l'unanimité et entre en vigueur le 20 mai 1943.
À Chongqing, capitale de la Chine en temps de guerre, le généralissime Tchang Kaï-chek déclare qu'avec la signature des traités, « une Chine indépendante sur un pied d'égalité » devient « un véritable ami » de la Grande-Bretagne et des États-Unis. Désormais, conclut Tchang, « si nous sommes faibles, si nous manquons de confiance en nous, la faute en sera à nous ». La presse officielle fait l'éloge de Tchang. Un journal déclare que les traités transforment les traités inégaux en rien de plus qu'une « pile de vieux papiers ». La presse de gauche et communiste réagit rapidement, salue les efforts du Parti communiste dans la création du Front uni et affirme que le Parti a été un chef de file dans la lutte pour la libération nationale.
En décembre 1943, en réponse à certaines des mêmes pressions ayant entraîné la fin de l'extraterritorialité, le Sénat adopte la loi d'abrogation de l'exclusion chinoise  qui met fin à l'exclusion formelle et légale des Chinois de l'immigration aux États-Unis.

## Termes du traité
Les termes du traité sont résumés comme suit :
- Article I : Les États-Unis renoncent à tous les droits à l'extraterritorialité en Chine, y compris les droits précédemment établis en vertu du traité de Wanghia et du traité de Tientsin. En conséquence, la Cour des États-Unis pour la Chine (en) et les tribunaux consulaires des États-Unis en Chine, qui exerçaient une juridiction extraterritoriale en Chine, sont abolis.
- Article II : Les États-Unis et la Chine mettent fin au Protocole Boxer.
- Article III : Les États-Unis conviennent que l'administration et le contrôle des concessions internationales de Shanghai et d'Amoy doivent revenir à la Chine. En conséquence, les États-Unis renoncent à leurs droits d'administration et de contrôle en Chine et acceptent d'aider la Chine à obtenir la renonciation à ces droits d'autres pays.
- Article IV : Les titres et baux immobiliers antérieurs en Chine doivent être respectés.
- Article V : Les États-Unis autorisent depuis longtemps les ressortissants chinois à voyager, résider et faire du commerce sur leur territoire. En vertu de l'article V, la Chine rend ces droits réciproques pour les ressortissants américains sur son territoire. Les États-Unis et la Chine conviennent également de traiter leurs ressortissants respectifs sur leur territoire de la même manière que leurs propres ressortissants en ce qui concerne toutes les procédures judiciaires, l'administration de la justice et la fiscalité.
- Article VI : Chaque nation est autorisée à établir des bureaux consulaires dans l'autre nation. Les ressortissants de chaque nation présents dans l'autre nation sont autorisés à communiquer avec les bureaux consulaires de leur nation.
- Article VII : Les États-Unis et la Chine conviennent que les deux nations négocieront un traité moderne complet d'amitié, de commerce, de navigation et de droits consulaires six mois après la fin de la Seconde Guerre mondiale. Le traité d'amitié, de commerce et de navigation entre les États-Unis d'Amérique et la République de Chine (en)[3] est établi en conséquence.
- Article VIII : Les conditions requises pour que le traité entre en vigueur, y compris sa ratification, sont énoncées. Conformément à ces exigences, le traité entre en vigueur le 20 mai 1943.